# Abecedarium (gedicht)

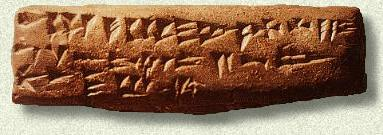
Abecedarium van het Ugaritische schrift.

Een abecedarium of abc-gedicht is een acrostichon (bepaald soort gedicht) waarvan de opeenvolgende regels met de opeenvolgende letters van een alfabet beginnen.
Het boek Klaagliederen in de bijbel is bijna geheel op de vorm van het abecedarium gebouwd. Op een na zijn alle vijf klaagliederen alfabetisch volgens de 22 letters van het Hebreeuws alfabet. Hetzelfde geldt voor veel van de psalmen en andere bijbelgedeeltes.
Ook als de opeenvolgende strofes in de eerste regel met de opeenvolgende letters van het alfabet beginnen, wordt dit een abecedarium genoemd. Het bekendste zijn wel de abc-boekjes op rijm, zoals A is een aapje van Rie Cramer uit 1936:
A is een aapje,
dat eet uit zijn poot.
B is de bakker,
die bakt voor ons brood.
(enzovoort)

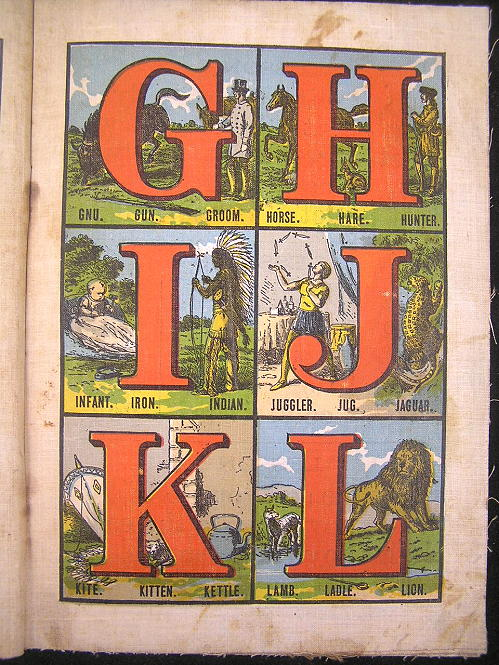
Engels abc-boek uit de 19de eeuw

Een dergelijk abc-boekje was het eerste spelboekje waaruit kinderen het alfabet (het abc) leerden en dus ook leerden spellen. De oudste abc-boekjes in ons taalgebied stammen uit het begin van de 15e eeuw. Dit betreft een tweetal perkamenten blaadjes die in 1751 ontdekt werden in de band van een 15e-eeuws manuscript (thans in het Frans Hals-museum, Haarlem). Dit vormde een zeer primitief schoolboekje. Een ander gekend voorbeeld uit 1791 is het "Een A.B.C. boek, zeer bekwaam voor de jonge kinderen om te leeren, want men moet in het A.B.C. geoeffend wezen, eer men in eenige boeken iets kan lezen" (uitgever: J.H. de Lange, Boekdrukker aan den Brink).
Dergelijke boekjes werden ook gebruikt in andere taalgebieden: in Engeland werden ze horn-book genoemd, in Frankrijk abécédaire en in Duitsland Fibel.